# Годишњак града Београда
Годишњак града Београд је гласило Скупштине града Београда које је поверено Музеју града Београда.

## Историја
Први број је изашао 1954. године. До сада је у 59 бројева објављено преко 800 радова више од 500 аутора свих профила. Тематски су обрађени сви видови људске делатности од најстаријих времена до данас.
Сви бројеви Годишњака су публиковани ћирилицом. Углавном сваки рад пропраћен је литературом, сажетком на страним језицима и илустрацијама. Аутори су професори и научни радници различитих профила.
Од 1954. до 1958. часопис носи назив Годишњак Музеја града Београда. Први број Музеј града Бееограда посвећује десетогодишњици ослобођења Београда.
Двоброј 9/10 за 1962-1963 посвећен је двадасетогодишњици устанка народа Југославије 1941-1961.

## Уредници
- Зора Симић Миловановић (1954-1957, 1959-1960)
- Божидар Шујица (1958, 1984
- Милица Узелац (1961-1966)
- Јелица Стаменковић (1967-1974)
- Јован Тодоровић (1976-)